# Heinrich von Uri
Heinrich von Uri o Heinrich von Ure (circa 1520 – circa 1585) è stato un politico e condottiero svizzero.

## Biografia
Fu discendente della famiglia nidvaldese dei von Uri o von Ure, originariamente residenti a Buochs e, a partire dal XVI secolo, a Oberdorf. Sposò Anna Lussi, cugina di Melchior Lussi. Ricoprì diverse cariche pubbliche: fu Vicelandamano nel 1557, capitano nel reggimento Clery nel 1559 e nella battaglia di Moncontour, inviato a Lugano nel 1568, tesoriere di Nidvaldo nel 1571 e Landamano di Nidvaldo nel 1573, 1577 e 1581. Abitò in una tenuta situata al di sotto della cappella di S. Rocco e nel 1570 donò un dipinto murale, ancora conservato, nel piano superiore dell'ossario di Stans.